# Michael Graber

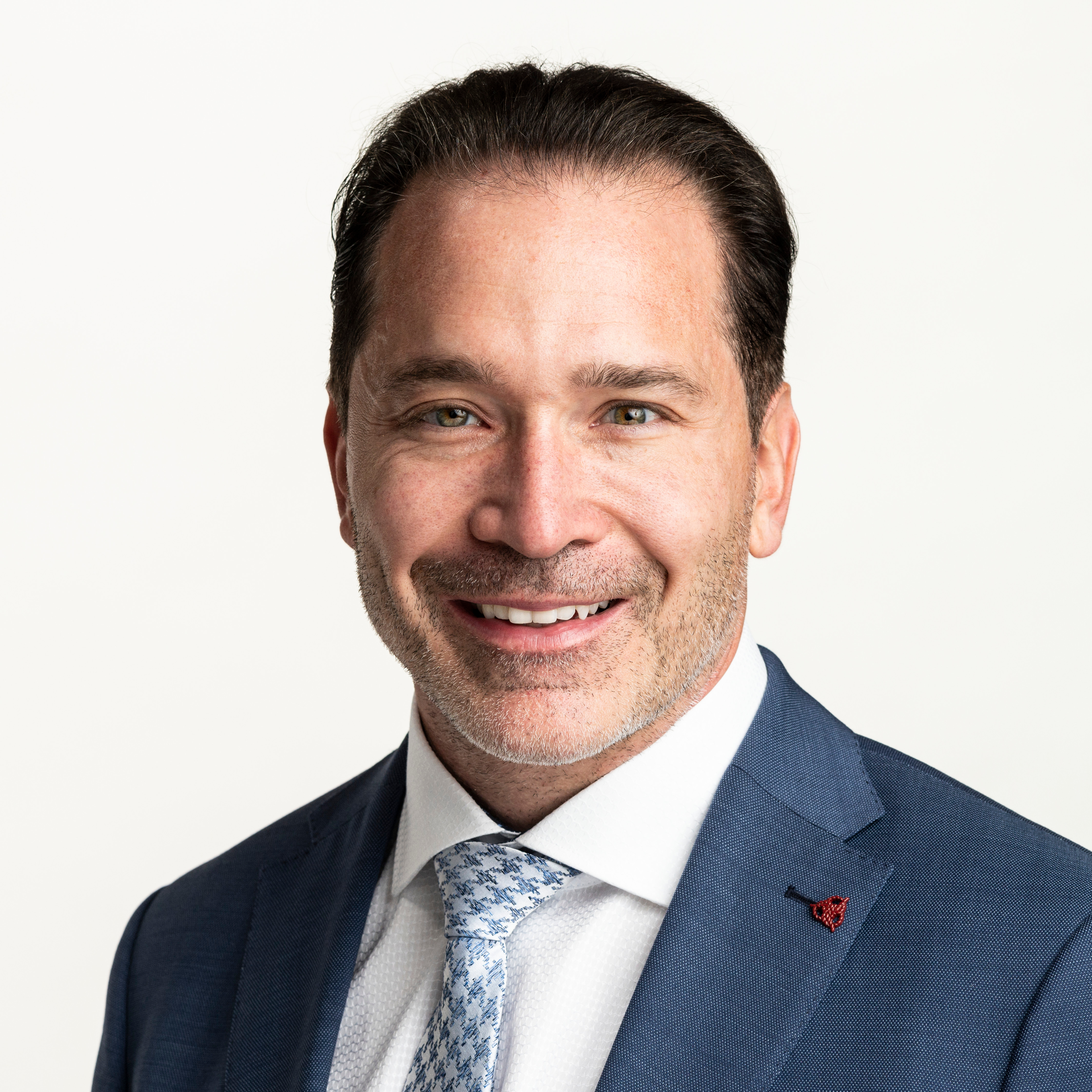
Michael Graber (2021)

Michael Graber (* 3. Juni 1981 in Visp; heimatberechtigt in Steg, Turtmann und Niedergesteln) ist ein Schweizer Politiker (SVP), Rechtsanwalt und Notar.

## Leben
Michael Graber schloss 2005 sein Studium der Rechtswissenschaft an der Universität Freiburg ab, 2011 promovierte er an der Universität Bern.
In der Schweizer Armee hat er den Rang eines Soldaten.

## Politik
Von 2010 bis 2020 war Graber Generalsekretär der SVP Oberwallis. 2013 wurde er in den Grossen Rat gewählt. Von 2013 bis 2015 war er Vizepräsident und von 2015 bis 2017 Präsident der Justizkommission. Von 2015 bis 2021 war er Fraktionspräsident der SVP im Grossen Rat. Von 2018 bis 2021 war er Mitglied der Kommission für Institutionen und Familienfragen. Seit 2019 ist er im Stadtrat (Exekutive) von Brig-Glis. Bei den Nationalratswahlen 2019 wurde er Listenzweiter und somit nicht gewählt. Nachdem Franz Ruppen 2021 in den Staatsrat des Kantons Wallis gewählt wurde, ist Graber für ihn im Nationalrat nachgerückt. Im Nationalrat ist er Mitglied der Kommission für Umwelt, Raumplanung und Energie (UREK-N). Sein Mandat als Grossrat hat er beim Wechsel in den Nationalrat abgegeben. In den Parlamentswahlen 2023 wurde er erneut in den Nationalrat gewählt.
Graber leitete die Nein-Kampagne zum «Klimaschutzgesetz»; die Abstimmung fand am 18. Juni 2023 statt.
Am 12. Juni 2024 war Graber zusammen mit seinem Parteikollegen Thomas Aeschi in eine körperliche Auseinandersetzung auf der Haupttreppe im Bundeshaus mit dem Sicherheitsdienst involviert. Der Vorfall ereignete sich beim Besuch des ukrainischen Parlamentspräsidenten Ruslan Stefantschuk. Das Verhalten der beiden Politiker wurde in diesem Zusammenhang medial breitflächig und meist scharf kritisiert. Graber, der nach der Auseinandersetzung gegenüber der Presse Vergleiche mit dem NS-Staat benutzt hatte, entschuldigte sich im Nachgang dafür. Aufgrund einer bei ihr eingegangenen Strafanzeige reichte die Bundesanwaltschaft im September 2024 wegen des Verdachts auf Hinderung einer Amtshandlung ein Gesuch um Prüfung der Aufhebung ihrer Immunität ein. Die Aufhebung wurde durch die zuständigen Parlamentskommissionen abgelehnt, eine Strafverfolgung ist somit nicht möglich.